# Almira Spahic
Almira Spahic, född 11 september 1987 i Sarajevo, är en bosnisk-svensk fotbollsdomare och idrottslärare. Hon är verksam domare på svensk och internationell elitnivå och är den första kvinna att döma som assisterande domare i Allsvenskan.

## Biografi
Spahic föddes i Sarajevo i Bosnien, där hon även växte upp. Hon hade en framgångsrik karriär som fotbollsspelare i Bosnien, men började efter en skada en karriär som domare och militär. Hon fann kärleken i en domarkollega i Sverige och flyttade till landet 2018 där hon nu kombinerar jobbet som domare med att vara idrottslärare på en grundskola i Göteborg.

## Karriär
Spahic började döma 2004, parallellt med sin karriär i fotboll och dömde tidigt både herr- och damfotboll. Hon valde tidigt att satsa på rollen som assisterande domare och i samband med flytten till Sverige gjorde hon en spikrak karriär som sådan. I EM 2022 var hon del av Tess Olofssons domarlag och hon har under flera år dömt herrarnas matcher i superettan.
Den 13 augusti 2023 blev hon första kvinna att vara assisterande domare i allsvenskan.

## Utmärkelser
Spahic utsågs till årets kvinnliga domare vid svenska Fotbollsgalan 2021.